# Kieran Culkin
Kieran Kyle Culkin (født 30. september 1982) er en amerikansk skuespiller.
Han fik sit gennembrud med hovedrollen i Igby Goes Down fra 2002, for hvilken han blev nomineret til en Golden Globe Award for bedste mandlige hovedrolle.
I anden halvdel af 2010'erne fik han igen succes med store roller på tv, først i sæson to af serien Fargo og siden 2018 i rollen som Roman Roy i HBO-serien Succession, som også har givet ham en håndfuld prisnomineringer. I marts 2025 vandt han en Oscar for bedste birolle for sin præstation i filmen A Real Pain, hvor han sammen med sin fætter tager på en turistrejse til deres holocaust-overlevende bedstemors hjemland Polen.
Kieran Culkin er yngre bror til skuespilleren Macaulay Culkin, hvis fætter han også har spillet i de to første Alene Hjemme-film. Lillebroren Rory Culkin har Kieran også spillet sammen med i Igby Goes Down, hvor Rory spillede en yngre version af Kierans karakter.

## Film
- Alene hjemme (1990)

- Father of the Bride (1991)
- Alene hjemme 2: Glemt i New York (1992)
- Nowhere to Run (1993)
- My Summer Story (1994)
- Father of the Bride Part II (1995)
- Amanda (1996)
- The Mighty (1998)
- She's All That (1999)
- Music of the Heart (1999)
- Æblemostreglementet (1999)
- The Magical Legend of the Leprechauns (1999)
- Go Fish (2001)
- The Dangerous Lives of Altar Boys (2002)
- Igby Goes Down (2002)
- Lymelife (2009)
- Paper Man' '(2009)
- Three Stories About Joan' '(2009)
- Scott Pilgrim mod verden (2010)
- The Stanford Prison Experiment (2010)
- The Other Side (2010)
- Margaret (2011)
- Movie 43 (2013)
- Quitters (2015)
- Wiener-Dog (2016)
- Infinity Baby (2017)
- Father of the Bride, Part 3(ish) (2020)
- No Sudden Move (2021)
- A Real Pain (2024)

## TV
| År    | Titel                                 | Rolle                                   | Noter |
| ----- | ------------------------------------- | --------------------------------------- | --- |
| 1991  | Saturday Night Live                   | Froggy                                  | Episode: Macaulay Culkin/Tin Machin |
| 1996  | Frasier                               | Jimmy (voice)                           | Episode: The Impossible Dream |
| 1999  | The Magical Legend of the Leprechauns | Barney O'Grady                          | 2 episoder |
| 2001  | Go Fish                               | Andy "Fish" Troutner                    | Hovedrolle |
| 2015  | Fargo                                 | Rye Gerhardt                            | 2 episoder |
| 2015  | Long Live the Royals                  | Peter (stemme)                          | 4 episoder |
| 2018– | Succession                            | Roman Roy                               | Hovedrolle Nominering: Golden Globe Award for Best Supporting Actor - Series, Miniseries or Television Film (2019, 2020) Nominering: Primetime Emmy Award for Outstanding Supporting Actor in a Drama Series |
| 2020  | Robot Chicken                         | Joe Jonas/Nostradamus's Intern (stemme) | Episode: Petless M in: Cars Are Couches On The Road |